# ژان مادلن
ژان مادلن (فرانسوی: Jean Madelaine‎) دوچرخه‌سوار اهل فرانسه بود. وی در بازی‌های المپیک تابستانی ۱۹۰۸ شرکت کرده است.